# Эбралидзе, Севериан Платонович
Севериан Платонович Эбралидзе (13 июня 1915 года, село Джихаскари, Зугдидский уезд, Кутаисская губерния, Российская империя — 1982 год, село Джихаскари,  Грузинская ССР) — советский грузинский партийный и хозяйственный деятель, первый секретарь Абашского райкома партии, Грузинская ССР. Герой Социалистического Труда (1948). Депутат Верховного Совета Грузинской ССР 3-го созыва.

## Биография
Родился в 1915 году в крестьянской семье в селе Джихаскари Зугдидского уезда. После окончания местной сельской школы трудился почтальоном в родном селе. В 1938 году окончил Тбилисский сельскохозяйственный институт. В последующие годы трудился в редакциях районных газет «Борец» и «Крестьянская газета». Член ВКП (б). С 1942 года — второй секретарь Зугдидского райкома партии. В годы Великой Отечественной войны занимался организацией мобилизационных мероприятий и снабжением фронта сельскохозяйственными продуктами.
В 1946 году окончил Высшую партийную школу при ЦК ВКП(б) и вскоре был избран первым секретарём Абашинского райкома партии. Особое внимание в своей партийной работе уделял развитию сельского хозяйства в Абашинском районе. В 1947 году обеспечил перевыполнение в целом по району планового сбора кукурузы на 22,1 %. Указом Президиума Верховного Совета СССР от 21 февраля 1948 года удостоен звания Героя Социалистического Труда за «получение высоких урожаев кукурузы и пшеницы в 1947 году» с вручением ордена Ленина и золотой медали «Серп и Молот» (№ 786).
Этим же Указом званием Героя Социалистического Труда были также награждены главный районный агроном Владимир Джануевич Миминошвили, председатель Абашского райисполкома Григорий Михайлович Адамия и 14 тружеников различных сельскохозяйственных предприятий Абашского района.
Избирался депутатом Верховного Совета Грузинской ССР 3-го созыва (1951—1954).
После выхода на пенсию проживал в родном селе Джихаскари. Умер в 1982 году.
Награды
- Герой Социалистического Труда
- Орден Ленина
- Медаль «За оборону Кавказа» (01.05.1944)